# Alfredo Devincenzi
Alfredo Ciriaco De Vincenzi ou Devincenzi (né le 9 juin 1907 à Buenos Aires et mort à une date inconnue) était un joueur de football argentin et italien.

## Biographie

### Club
De Vincenzi, fils d'immigrés italiens, commence par jouer chez les jeunes de l'Estudiantil Porteño, un club local de Buenos Aires, sa ville natale.
Il signe en pro avec le même club à partir de 1925 où il reste deux années. En 1928, il rejoint l'un des plus grands clubs de la ville et du pays, le CA River Plate où il ne reste qu'une saison et où il inscrit 5 buts en 7 matchs. Il retourne ensuite dans son club formateur pour une saison, avant de partir rejoindre le Racing Club de Avellaneda entre 1931 et 1933 (32 buts en 52 matchs).
En 1934, il part rejoindre l'Italie, et s'engage avec le club milanais de l'Ambrosiana-Inter où il marque 22 réalisations en 54 matchs. Au bout d'un peu plus d'une saison, il rentre au pays et part jouer et finir sa carrière au San Lorenzo de Almagro de 1936 à 1938.

### International
De 1931 à 1934, il est international avec l'équipe d'Argentine et inscrit un but en 8 matchs. Il est sélectionné par l'entraîneur italien Felipe Pascucci pour disputer la coupe du monde 1934 en Italie où les Argentins ne passent pas le 1er tour.
Il a également joué un match avec l'équipe B d'Italie.